# Asics
Az Asics (アシックス – japánul kiejtve: Ashikkusu, hivatalosan ASICS Corporation) egy sportszereket gyártó japán multinacionális vállalat. Az 1977-től használt neve az anima sana in corpore sano (ép testben ép lélek) latin mondás kezdőbetűiből áll össze. Az Asics leginkább a sportcipőiről ismert, de gyárt más lábbeliket is, valamint ruházati termékeket (pólókat, kabátokat, kapucnis pulóvereket, úszóruházatot, kompressziós öltözetet, leggingseket, zoknikat) és kiegészítőket (táskákat, hátitáskákat, kalapokat). A cég központja Kóbe városában (Hjógo prefektúra) van Japánban. 

## Története

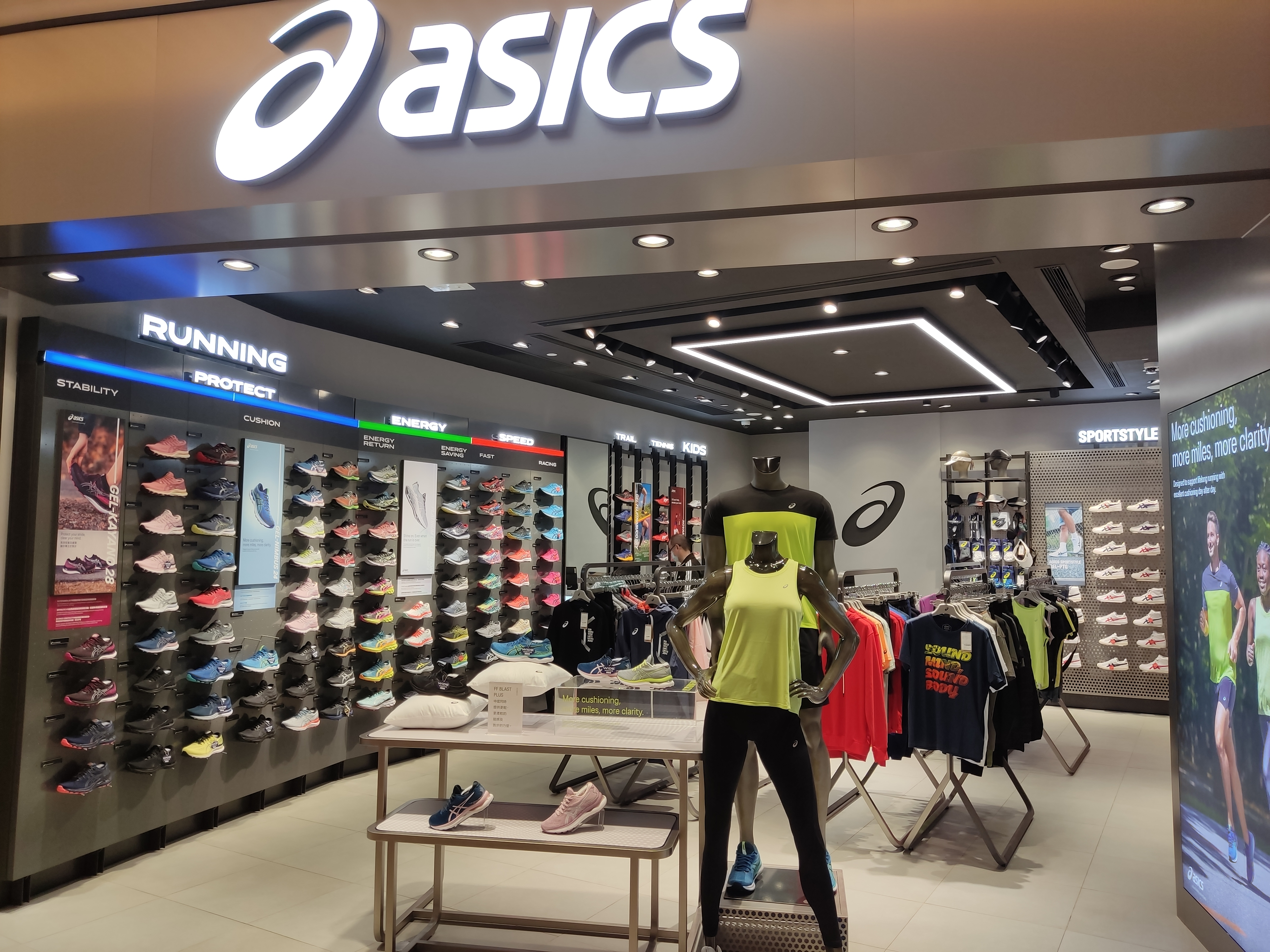
Üzlet New towns of Hong Kongban

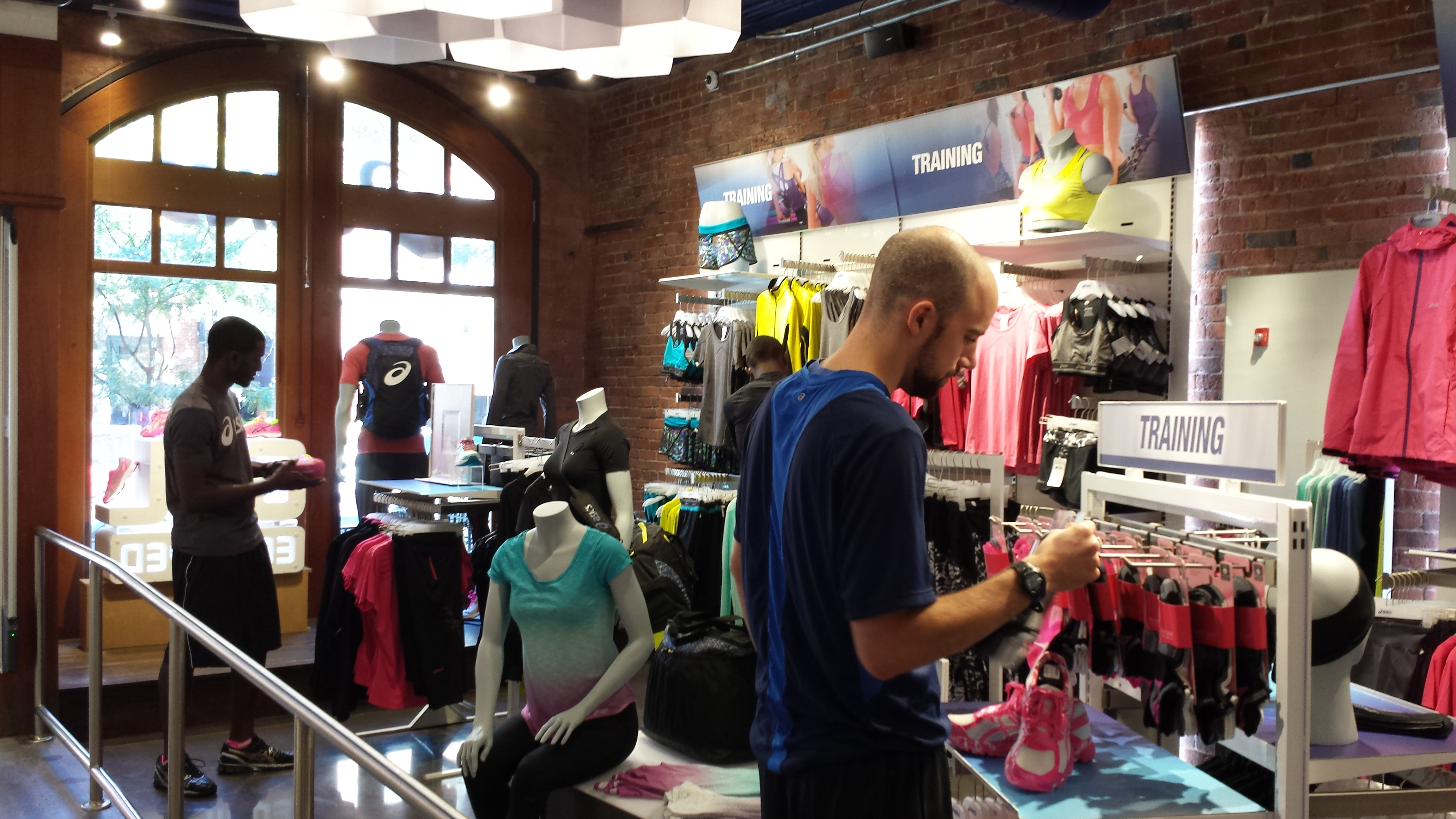
Asics márkabolt Bostonban (2014)

Az Asics Onitsuka Co., Ltd névvel került megalapításra 1949. szeptember 1-én. Az alapító Kihacsíró Onicuka (鬼塚喜八郎) baseball cipők gyártásával kezdte Kóbéban. A cég termékei között hamarosan megjelentek a különböző olimpiai sportágakhoz való lábbelik és az 1950-es évektől világszerte használták ezeket az atléták. Az Onitsuka különösen az 1966-os dizájnjának köszönhetően vált ismertté, melyben először jelent meg a vállalat ma is ismert logója az egymást keresztező vonalakkal. A harcművész Bruce Lee segített népszerűsíteni a cipőmárkát. Az Onitsuka Tiger 1977-ben egyesült a horgász- és sportszergyártó GTO és az atlétikai öltözékeket gyártó Jelenk vállalatokkal, és a fúzió révén létrejött új cég az Asics nevet vette fel, az első elnöke pedig Onicuka lett. A névváltoztatás ellenére az Asics továbbra is gyárt Onitsuka Tiger márkajelzésű cipőket, amiket a nemzetközi piacokon is értékesít. 2015-ben indította el az "Asics Tiger" életmód-márkát, amit az 1970-es évektől az 1990-as évekig terjedő időszak sportruházata inspirált.
Az Asics 2010. július 12-én megvette a túrafelszereléseket gyártó svéd Haglöfs vállalatot 11,4 milliárd jenért (128,7 milliárd USD), majd 2016 februárjában megszerezte a Runkeeper fitneszapplikációt. 2017-ben már 1900 üzlettel rendelkezett szerte a világon.
A vállalat 2022-es pénzügyi évben elért tiszta nyeresége 484,6 milliárd jen (19,9 milliárd USD) volt. A vállalat bevételének 53%-át a futócipők, 20%-át az egyéb lábbelik, 7%-át az öltözékek és felszerelések és 9%-át az Onitsuka Tiger márkájú termékek eladása tette ki. A termékek 25%-át Japánban, 22%-át Észak-Amerikában, 27%-át Európában, 13%-át Kínában és 19%-át a világ egyéb részein adták el.
2021-ben bocsátotta ki az Asics a nőknek szánt Unoha (ウノハ) márkáját. Ennek a termékeit főként a világhálón értékesítik, csak a Japán szerte időlegesen felbukkanó árusító helyeken lehet másként vásárolni belőlük. Amellett, hogy főként nőknek szánt ruházatot készít, az Unoha elkötelezetten organikus és környezetbarát anyagokat használ fel a termékeihez. A márka első nagykövete Harumi Szató színésznő lett.
Leányvállalatai
- Haglöfs
- Unoha
- Runkeeper
- ASICS Europe B.V.
- ASICS Sports Corporation
- ASICS Tiger Corporation
- ASICS Tiger do Brasil Ltda.
- ASICS Tiger Oceana Pty.

### Kapcsolata a Nike-val
A Nike, Inc. (eredeti nevén Blue Ribbon Sports) vállalatot azzal a céllal hozták létre, hogy az Onitsuka Tiger cipőit értékesítsék vele az Egyesült Államokban. Mikor 1963-ban nem sokkal a Stanford Egyetemen folytatott tanulmányainak befejezése után Phil Knight Japánba utazott, nagy hatással voltak rá az Onitsuka Tiger cipők és azonnal felkereste a vállalat irodáját és kérte, hadd lehessen az értékesítési ügynökük az Egyesült Államokban. Pár év elteltével a kapcsolatuk megromlott és beperelték egymást a felek, aminek a végén a Nike megtarthatta számos cipő névadási jogát.

## Szponzorációk

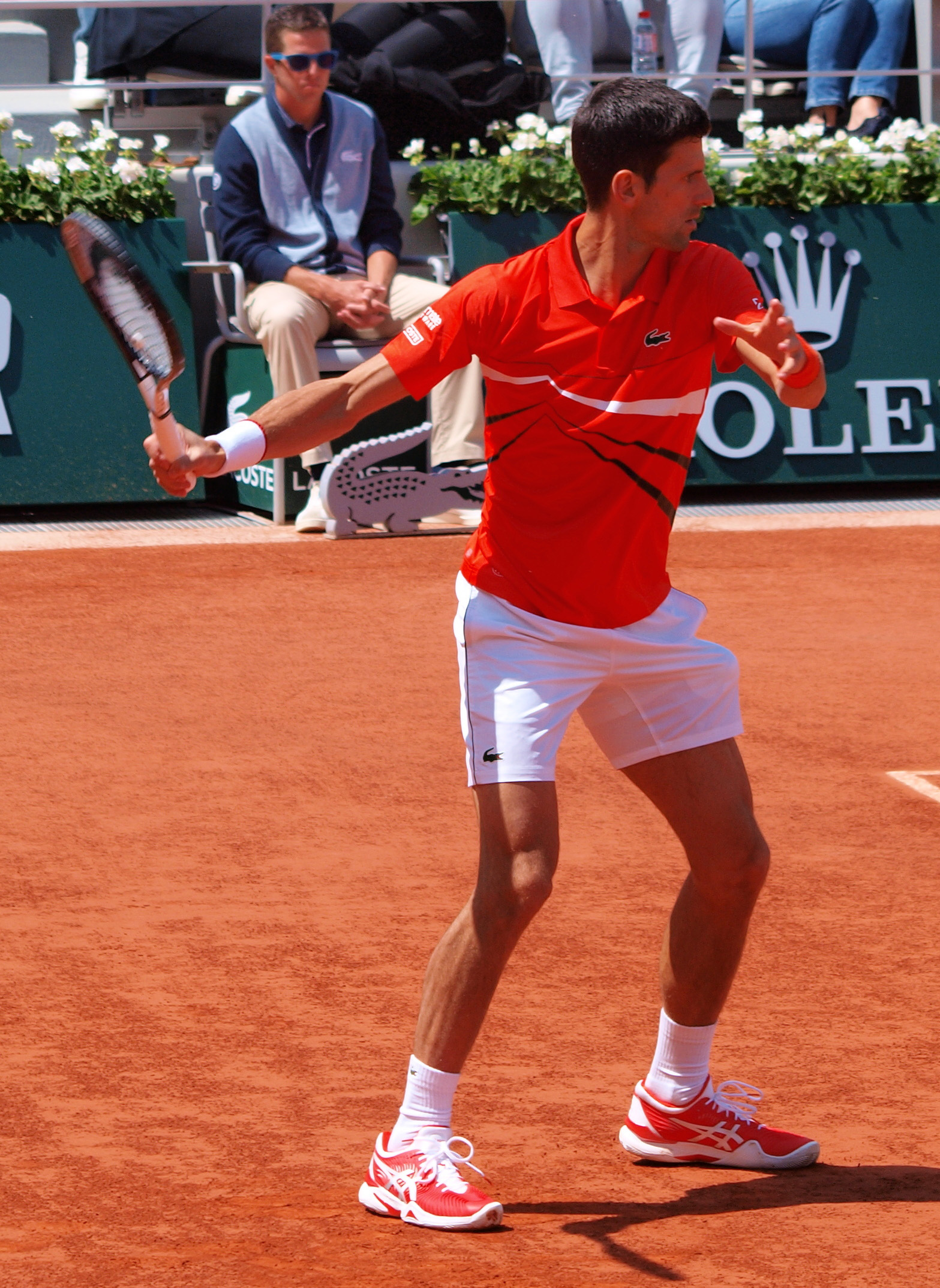
Novak Đoković 2018-ban szerződött le az Asics-szal

Az Asics számos egyesületet, csapatot és egyéni sportolót szponzorál. Szponzoráltjai között van a többek között a Nemzetközi Atlétikai Szövetség és a Los Angeles-i maratonfutó verseny is. A vállalat 2011. október 4-én jelentette be, hogy az ausztrál krikett csapatot ő fogja sportszerekkel ellátni a német Adidast váltva.

## Munkakörülményeket ért kritikák
2017 márciusában egy az Asics számára termékeket előállító kambodzsai üzemben a sűrű füst következtében munkások veszítették eszméletüket. A vállalat erre azzal válaszolt, hogy a kérdéses gyáregységgel közösen „a munkásokat és egészségüket fenyegető veszélyek kiiktatását és a biztonsági gyakorlatokat a szem előtt tartva meghatározott intézkedéseket foganatosítanak, amik magukba foglalnak egy fejlettebb szellőztető rendszert is.”
Számos nyugati ruházati márka 2021 márciusában aggodalmának adott hangot az ujgurok kényszermunkájával megtermelt, a Hszincsiang-Ujgur Autonóm Területről származó gyapot ruházatok készítéséhez való alkalmazása miatt. Az Asics is bejelentette ekkor, hogy az ausztrál olimpiai csapat egyenruhájához nem fognak felhasználni Hszincsiangból származó gyapotot.

## Galéria

Az 1977 és 2005 közötti Asics-logó, amit az "Asics Tiger" még mindig használ[6]
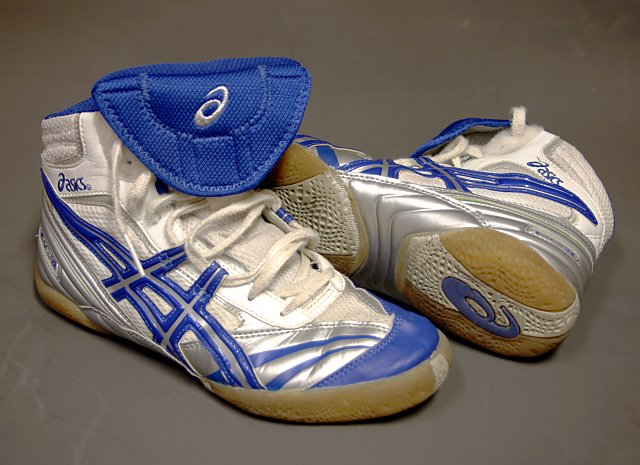
Egy pár Asics wrestling-cipő, Split Second V modell
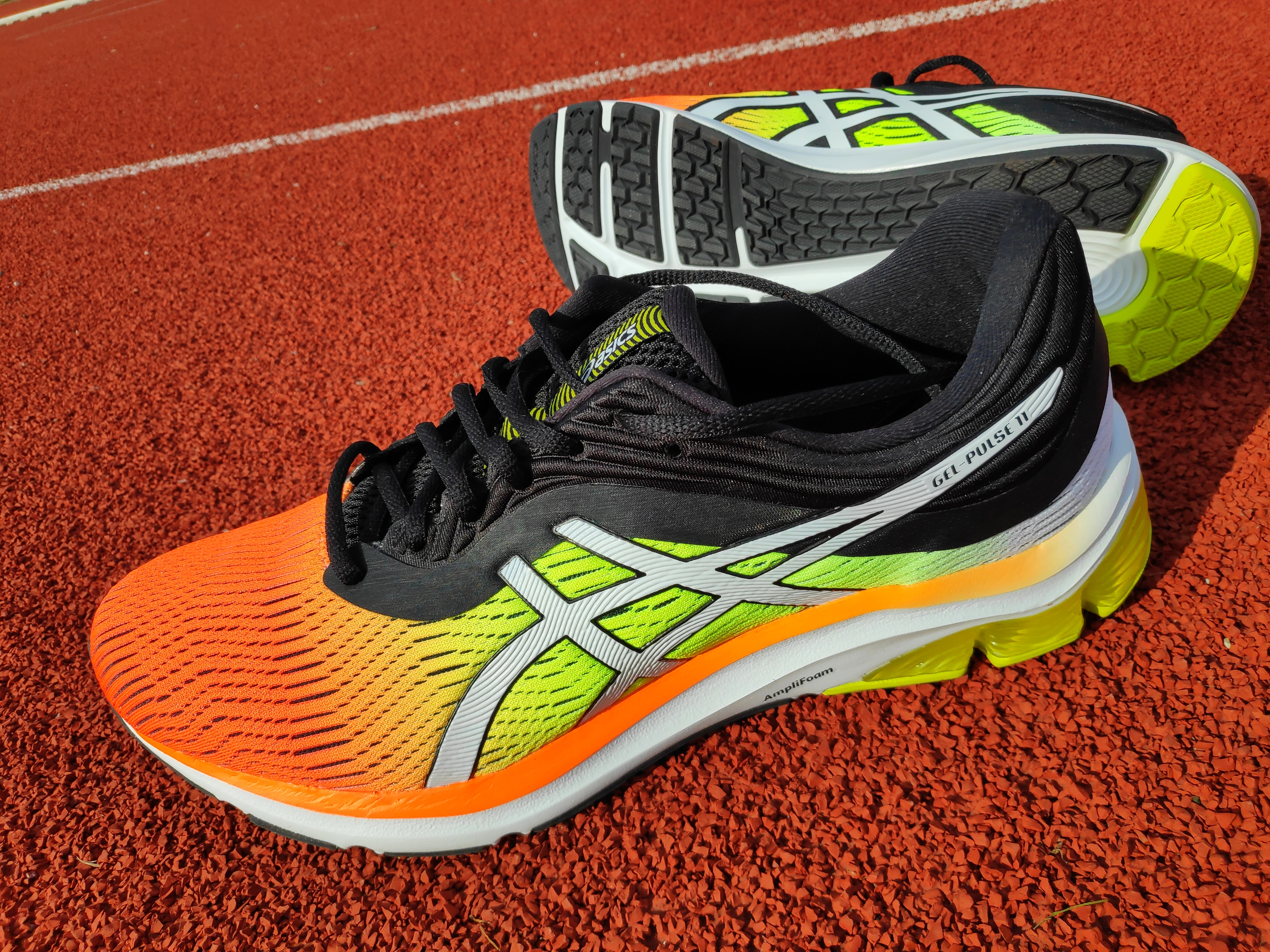
Gel-Pulse 11 futócipő
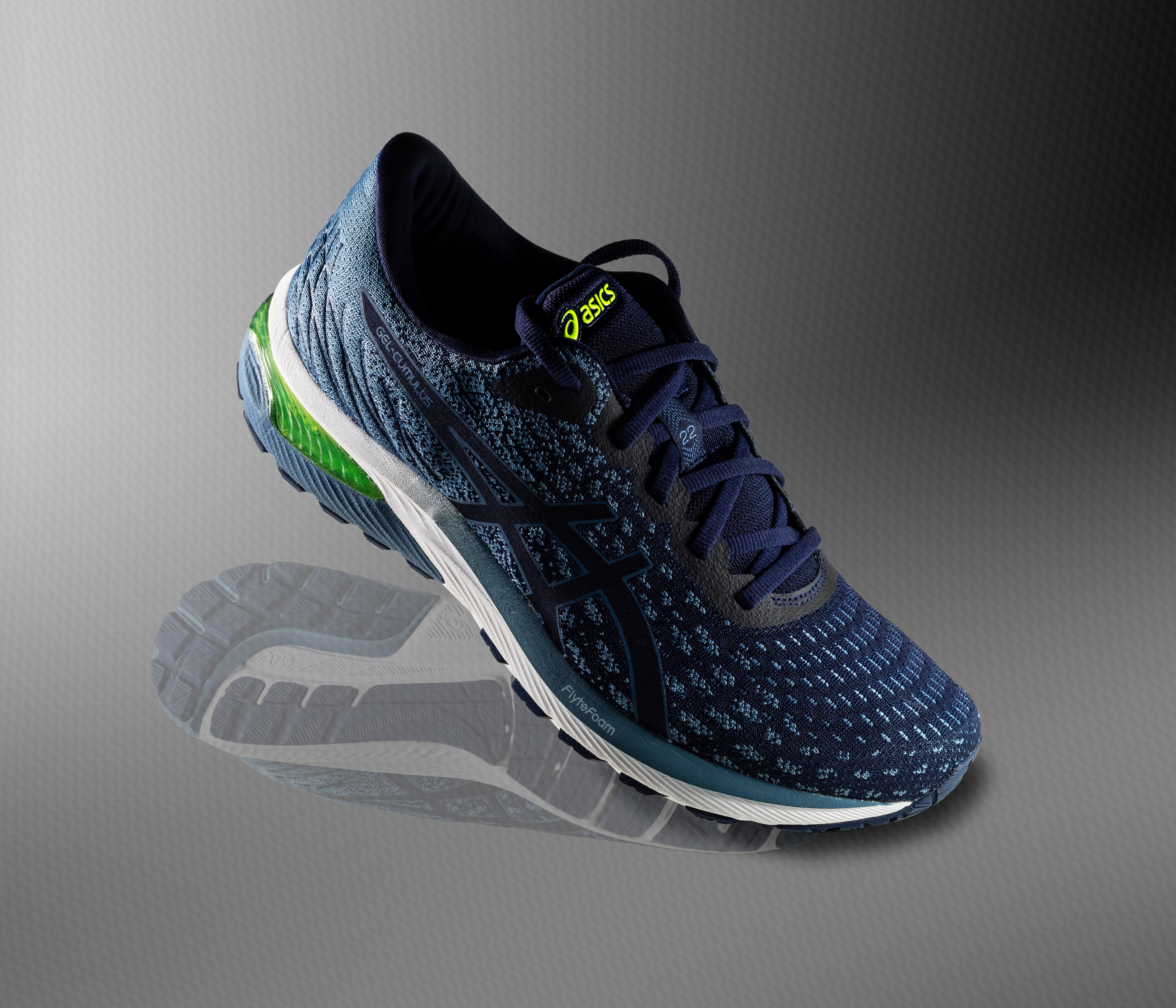
Gel-Cumulus 22 férfi futócipő
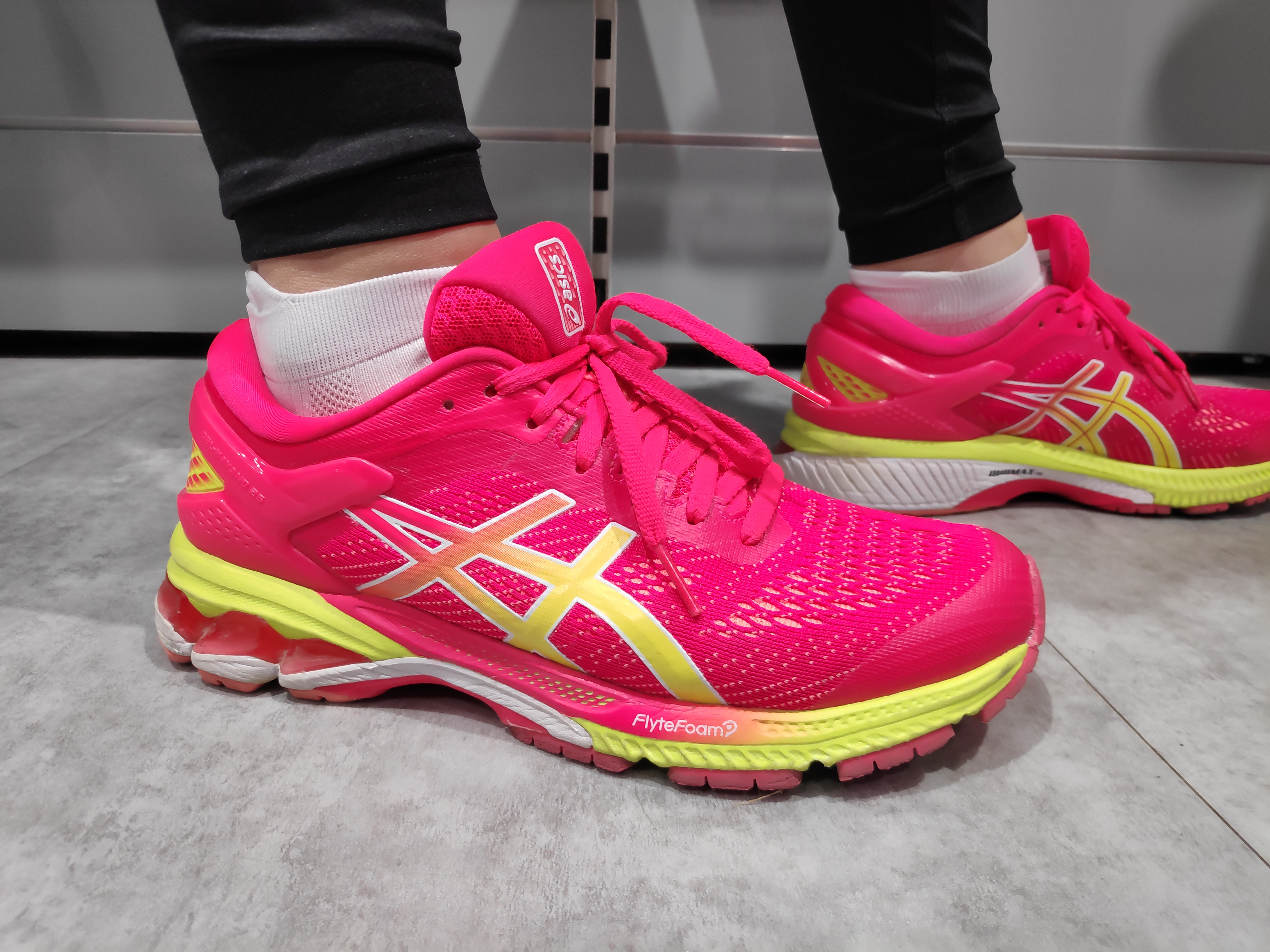
Asics Gel-Kayano 26 női futócipő

## Fordítás
- Ez a szócikk részben vagy egészben  az   Asics című angol Wikipédia-szócikk ezen változatának fordításán alapul.  Az eredeti cikk szerkesztőit annak laptörténete sorolja fel. Ez a jelzés csupán a megfogalmazás eredetét és a szerzői jogokat jelzi, nem szolgál a cikkben szereplő információk forrásmegjelöléseként.